# Lonicera mucronata
Lonicera mucronata là một loài thực vật có hoa trong họ Kim ngân. Loài này được Rehder mô tả khoa học đầu tiên năm 1903.